# Sara Ballent
Sara Cristina Ballent (Tandil, 20 de agosto de 1950 - Buenos Aires, 2 de octubre de 2011) fue una paleontóloga argentina especializada en micropaleontología.Tuvo una labor destacada a nivel internacional en la investigación científica en el área de los microfósiles marinos, convirtiéndose en una referencia en el tema. Se destacó tanto en la publicación de trabajos, como en la participación en eventos científicos y la formación de recursos humanos.Realizó una profusa tarea científica, docente y formó discípulos de investigación. Trabajó en la División Paleontología de Invertebrados del Museo de La Plata.

## Trayectoria
Nació en Tandil, provincia de Buenos Aires (Argentina) en el año 1950. Cursó sus estudios secundarios en la "Escuela Normal General José de San Martín" de esa ciudad, obteniendo el título de Maestra.Obtuvo sus títulos de Licenciada en Geología (1976) y Doctora en Ciencias Naturales (Orientación Geología (1985) en la Facultad de Ciencias Naturales y Museo de la Universidad Nacional de La Plata.

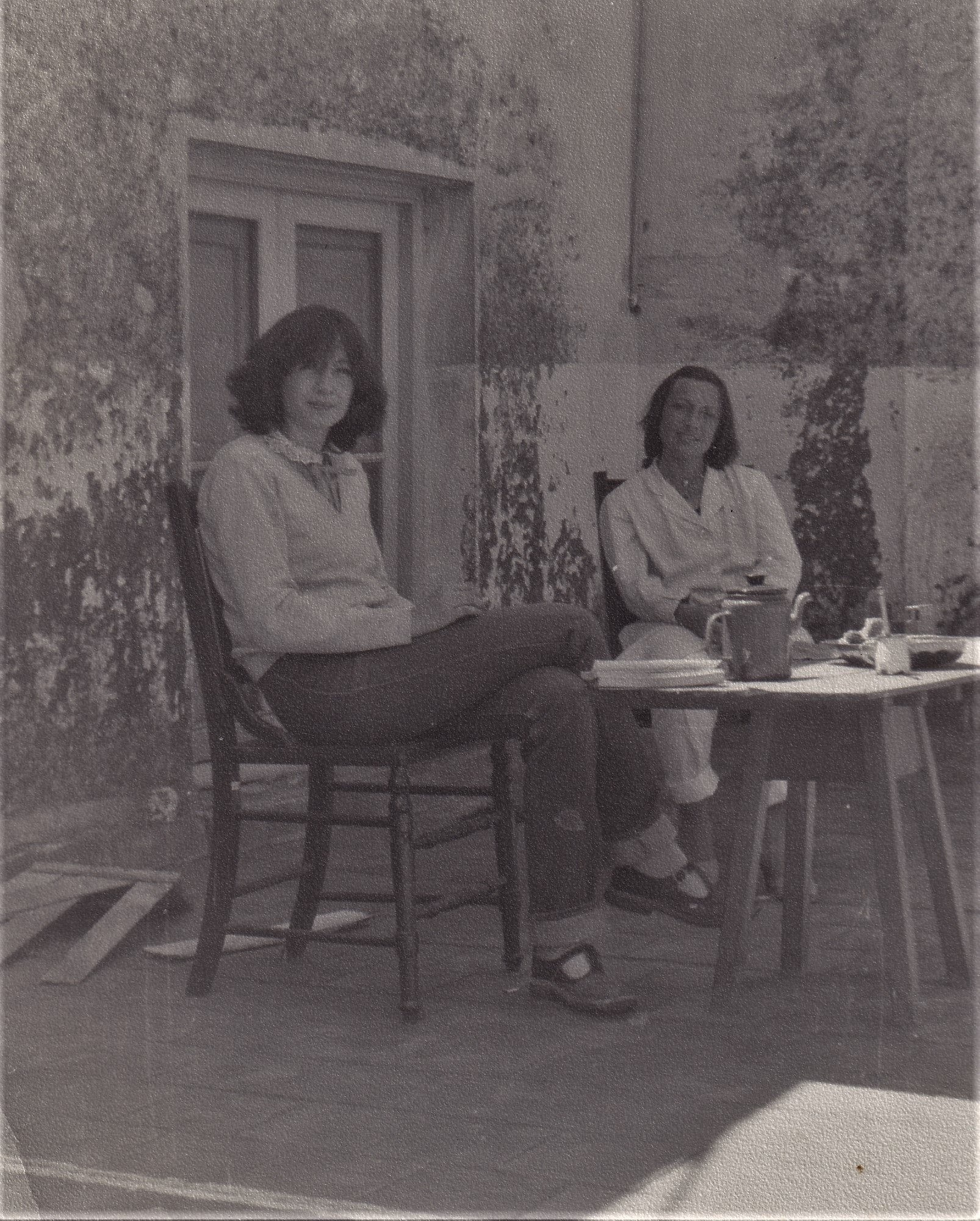
Sara Ballent (a la derecha) en su primer laboratorio, en la terraza del Museo de la Plata con una colega.

## Homenaje
Desde el año 2012 el Laboratorio de Micropaleontología del Museo de La Plata lleva el nombre de Sara C. Ballent en su honor.
- Laboratorio de Micropaleontología del Museo de La Plata Sara C. Ballent.

## Trabajos científicos más citados
Lista de los 10 trabajos científicos publicados por Sara Ballent que fueron más citados por sus colegas, ordenados de acuerdo con la cantidad de citas, que se muestra entre paréntesis (la cantidad de citas se obtuvo de Google Académico el 19 de marzo de 2024. Nótese que puede incrementarse con el tiempo).
- (61) BALLENT, S. 1980. Ostrácodos de ambiente salobre de la Formación Allen (Cretácico Superior) en la provincia de Río Negro (República Argentina). Ameghiniana 17 (1), 67-82
- (58) AC Riccardi, HA Leanza, SE Damborenea, MO Manceñido, SC Ballent,… 2000. Marine mesozoic biostratigraphy of the Neuquén basin. Zeitschrift für angewandte Geologie.
- (57) AC Riccardi, SE Damborenea, MO Manceñido, SC Ballent. 1991. Hettangian and Sinemurian (Lower Jurassic) biostratigraphy of Argentina. Journal of South American Earth Sciences 4 (3), 159-170.
- (50) S Ballent, A Concheyro, C Náñez, I Pujana, M Lescano, AP Carignano,... 2011. Microfósiles mesozoicos y cenozoicos. Congreso Geológico Argentino 17, 489-528
- (48) C Limarino, L Net, P Gutiérrez, V Barreda, A Caselli, S Ballent. 2000. Definición litoestratigráfica de la Formación Ciénaga del Río Huaco (Cretácico Superior), Precordillera central, San Juan, Argentina. Revista de la Asociación Geológica Argentina 55 (1), 83-99.
- (47) AC Riccardi, A BALDONI, S BALLENT, Z GASPARINI,... 1990. Lower Jurassic of South America and Antarctic Peninsula. Newsletters on Stratigraphy 21 (2), 75-103
- (45) MB Prámparo, SC Ballent, OF Gallego, JP Milana. 2005. Paleontología de la Formación Lagarcito (Cretácico inferior) en la provincia de San Juan, Argentina. Ameghiniana 42 (1), 93-114
- (41) I Boomer, S Ballent. 1996. Early-Middle Jurassic ostracod migration between the northern and southern hemispheres: further evidence for a proto Atlantic-Central America connection. Palaeogeography, Palaeoclimatology, Palaeoecology 121 (1-2), 53-64.
- (39) G Sagasti, S Ballent. 2002. Caracterización microfaunística de una transgresión marina: Formación Agrio (Cretácico inferior), cuenca Neuquina, Argentina. Geobios 35 (6), 721-734
- (36) OF Gallego, NG Cabaleri, C Armella, W Volkheimer, SC Ballent,... 2011. Paleontology, sedimentology and paleoenvironment of a new fossiliferous locality of the Jurassic Cañadón Asfalto Formation, Chubut Province, Argentina. Journal of South American Earth Sciences 31 (1), 54-68